# Interaktivitás

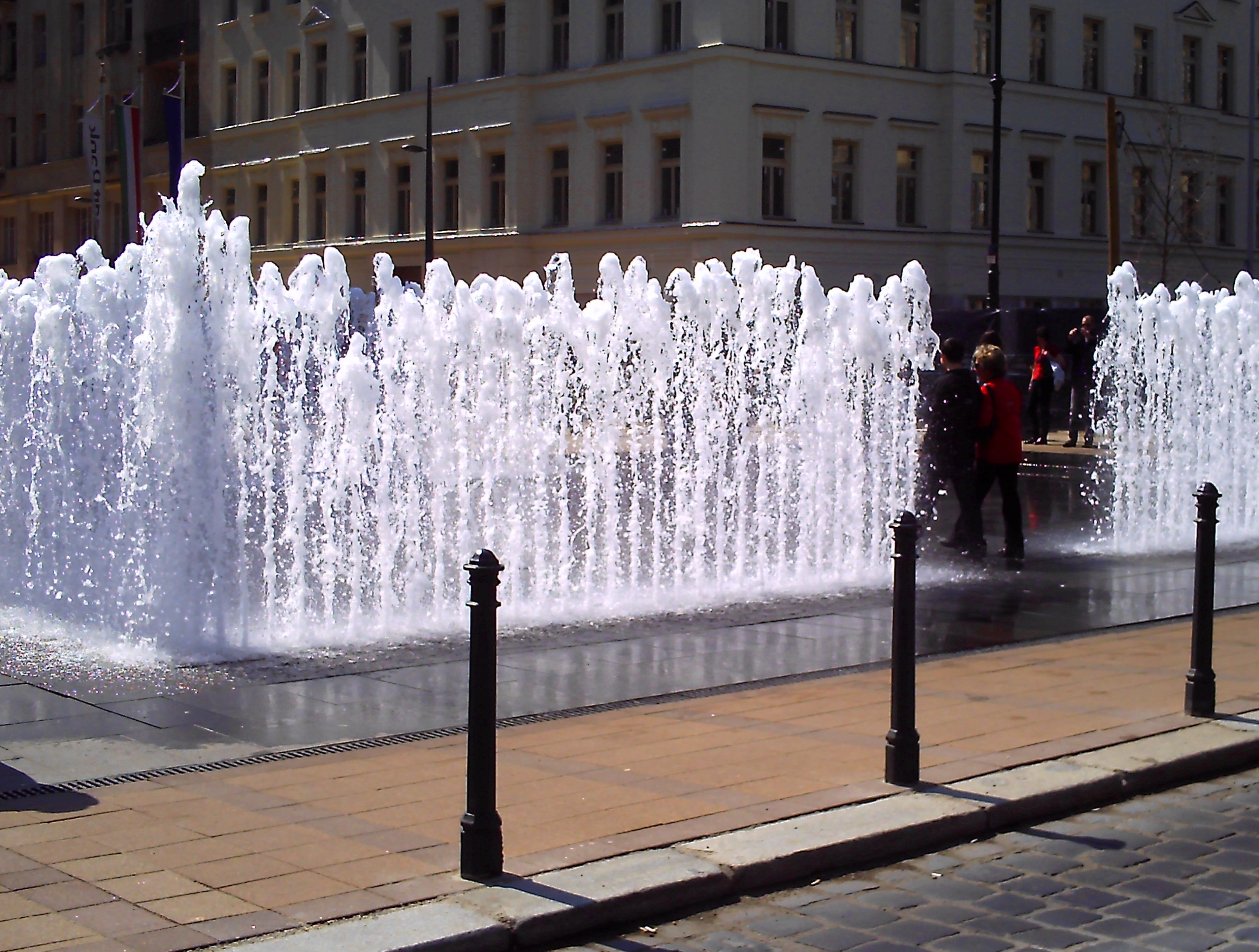
Interaktív szökőkút Budapesten, a Szabadság téren. A járókelő közeledtére a vízsugár eltűnik, a szökőkúton át lehet sétálni.

Az interaktivitás latin szóból ered, mely kölcsönös ráhatást, kölcsönös viszonyt, együttes hatást jelent. 

## Tartalma
Kiousis (2002:379) a kommunikáció-tudományi, szociológiai, pszichológiai és informatikai meghatározások erősen fragmentált jelentéseinek szintetizálásával alkotta meg a fogalom definícióját.
„Az interaktivitás annak a fokmérője, hogy a különböző kommunikációs technológiák milyen mértékben képesek egy olyan mediatizált közeget létrehozni, amelyben a résztvevők képesek egymással szinkron és aszinkron módon egyaránt kommunikálni (O2O1, O2M2, M2M3), és részt venni a kölcsönös üzenetváltás folyamatában.”                    (1 one-to-one, 2 one-to-many, 3 many-to-many)
Az interaktivitás a rendezett információk befogadásának aktív folyamata, amelyben a befogadó fél a befogadás során döntéseket hoz, ezt a közvetítő felé visszajelzi, és a folyamat ennek megfelelően, változásokkal halad tovább. Jellemző (de nem egyetlen) példája egy interneten lévő oldal, ahol különböző menüpontok között lehet válogatni, majd továbbhaladni.
Az interaktivitás a felhasználó részéről mindig cselekvést feltételez. Feltétele továbbá egy olyan számítógépes program, ami a felhasználótól érkező jeleket fogadni, értelmezni tudja, és az annak megfelelő, következő akciót létrehozza.

## Jellemző példák
- rajzolóprogram
- számítógépes játék
- interneten olvasható könyvtár, lexikon, különböző gyűjtemények
- Wikipédia